# Seznam narodnih parkov na Slovaškem
Na Slovaškem je devet narodnih parkov:
| Ime                             | Slovaško ime                  | Slika | Lega                   | Ustanovitev       | Površina   | OpenStreetMap |
| ------------------------------- | ----------------------------- | ----- | ---------------------- | ----------------- | ---------- | ------------- |
| Narodni park Veľká Fatra        | Národný park Veľká Fatra      |       | pogorje Veľká Fatra    | 2002 (1. april)   | 403,71 km² | OpenStreetMap |
| Narodni park Malá Fatra         | Národný park Malá Fatra       |       | Pogorje Malá Fatra     | 1988 (1. april)   | 226,3 km²  | OpenStreetMap |
| Narodni park Nizke Tatre        | Národný park Nízke Tatry      |       | Nizke Tatre            | 1978              | 728 km²    | OpenStreetMap |
| Narodni park Muránska planina   | Národný park Muránska planina |       | Muránska planina       | 1998 (27. maj)    | 203,18 km² |               |
| Narodni park Pieniny (Slovaška) | Pieninský národný park        |       | pogorje Pieniny        | 1967 (16. januar) | 37,5 km²   |               |
| Narodni park Poloniny           | Národný park Poloniny         |       | gorovje Bukovské vrchy | 1997 (1. oktober) | 298,05 km² |               |
| Narodni park Slovaški kras      | Národný park Slovenský kras   |       | Slovaški kras          | 2002 (1. marec)   | 346,11 km² |               |
| Narodni park Slovenský raj      | Národný park Slovenský raj    |       | Slovaški raj           | 1988 (18. januar) | 197,63 km² | OpenStreetMap |
| Narodni park Tatre, Slovaška    | Tatranský národný park        |       | Tatre (gorovje)        | 1949 (1. januar)  | 703 km²    | OpenStreetMap |